# 미하라역
미하라역(일본어: 三原駅 미하라에키[*])은 일본 히로시마현 미하라시에 위치한 서일본 여객철도 소속의 철도역이며, 산요 신칸센, 산요 본선의 정차역이자, 구레선의 종착역이다.

## 승강장
| 1   | ■구레 선    |        | 다케하라 · 구레 방면     | 일부 2번 승강장   |
| 2   | ■산요 본선  | (하행) | 사이조 · 히로시마 방면   |                   |
| 3·4 | ■산요 본선  | (상행) | 오노미치 · 후쿠야마 방면 | 일부 1·2번 승강장 |
| 6   | 산요 신칸센 | (하행) | 히로시마 · 하카타방면    |                   |
| 7   | 산요 신칸센 | (상행) | 오카야마 · 신오사카 방면 |                   |

## 인접 역
| 서일본 여객철도 산요 신칸센 | 서일본 여객철도 산요 신칸센 | 서일본 여객철도 산요 신칸센 |
| --------------------------- | --------------------------- | --------------------------- |
| 신오노미치 신오사카 방면    | ■ 산요 · 규슈 신칸센        | 히가시히로시마 하카타 방면  |
| 서일본 여객철도 산요 본선   |                             |                             |
| 이토자키 오카야마 방면      | 쾌속 "통근 라이너", 보통    | 혼고 도쿠야마 방면          |
| 서일본 여객철도 구레선      |                             |                             |
| 시·종착역                   |                             | 스나미 다케하라 · 구레 방면 |

## 이용 현황
- 하루 평균 승차 인원의 통계(2002~2005)

| 연도   | 2002년 | 2003년 | 2004년 | 2005년 |
| ------ | ------ | ------ | ------ | ------ |
| 승차객 | 6828   | 6819   | 6850   | 7001   |